# Spezzano della Sila
Spezzano della Sila ist ein italienisches Dorf am Abhang der Sila in der Provinz Cosenza in Kalabrien mit 4240 Einwohnern (Stand 31. Dezember 2023).

## Lage und Daten
Spezzano della Sila liegt etwa achtzehn Kilometer östlich von Cosenza am Oberlauf des Flusses Crati. Die Nachbargemeinden sind Casali del Manco, Celico und Longobucco. Die Ortsteile Camigliatello Silano und Moccone sind Ferienorte, die beide einen Bahnhof an der Bahnstrecke Pedace–San Giovanni in Fiore haben. Die Bahn wird heute als Museumsbahn betrieben.

## Sehenswürdigkeiten
Die Pfarrkirche stammt aus dem 15. Jahrhundert. Im Inneren steht ein Altarbild aus dem 17. Jahrhundert. Neben der Kirche S. Francesco di Paola steht ein Kloster mit einem sehenswerten Kreuzgang.